# Деца нису као било ко други
Деца нису као било ко други (енгл. Kids Ain't Like Everybody Else) је 90. епизода серије Очајне домаћице у продукцији Еј-Би-Сија. То је уједно и трећа епизода петог серијала која је премијерно приказана 12. октобра 2008. године у Сједињеним Америчким Државама. 

## Синопсис
| „                        | Бенџамин Кетс је имао шест година. И било је пуно ствари које није разумео. Није био сигуран зашто жену коју је називао мамицом, није увек његова мајка. Или како човек који је увек био ту уз њега, може бити одједном одведен. И зашто би отишао на вожњу... и никада се не би вратио кући. Да, било је пуно ствари које Бенџамин Кетс није разумео, а нико се није трудио да му их објасни. | ” |
| — монолог Мери Алис Јанг | |   |